# Retinoinska kiselina
Retinoinska kiselina je oksidovana forma vitamina A, sa samo delimičnom funkcijom vitamina A. Ona igra ulogu u determinaciji pozicije duž embrionske prednje/zadnje ose kod hordata. Ona dejstvuje kroz Hox gene, što na kraju kontroliše prednje/zadnje uobličavanje u ranim razvojnim fazama.
Retinoinska kiselina dejstvuje putem vezivanja za heterodimere receptora retinoinske kiseline (RAR) i RXR (retinoidni X receptor), koji se zatim vezuju za elemente odgovora retinoinske kiseline (RARE) u regulatornim regionima direktnih ciljeva (uključujući Hox gene), čime se aktivira transkripcija gena. Receptori retinoinske kiseline posreduju transkripciju različitih setova gena ćelijske diferencijacije, tako da je sam proces zavistan od tipa ćelija. Jedan od regulisanih gena je gen samog receptora retinoinske kiseline, što je slučaj u toku pozitivne regulacije.. Kontrolu nivoa retinoinske kiseline održava grupa proteina.
Molekularna baza za interakciju između retinoinske kiseline i Hox gena je bila studirana putem analize brisanja kod transgenetskih miševa koji nose lacZ konstrukte reporter gena. Takve studije su identifikovale funkcionalne RARE segmente unutar bočnih sekvenci nekih Hox gena, što sugeriše direktnu interakciju između gena i retinoinske kiseline. Ove vrste studija snažno podržavaju normalne uloge retinoida u oformljavanju kičmenjačke embriogeneze putem Hox gena.

## Biološka aktivnost
Retinoinska kiselina može nastati putem oksidacije u telu iz bilo retinala ili retinola, ali, kad je jednom proizvedena, ona ne može biti redukovana.
Retinoinska kiselina je odgovorna za sve aktivnosti vitamina A, osim vizuelnih efekata pigmenta, koji zahtevaju retinal (retinaldehid), i efekta koji zahtevaju retinol kod oba, muškog i ženskog, reproduktivna trakta. Dakle, ako se životinje hranjene samo retinoinskom kiselinom bez vitamina A (retinol ili retinal), one ne ispoljavaju efekte nedostatka vitamina A kao što usporeni rast, epitelijalna oštećenja, kseroftalmija, i suvoća korneje, međutim njihova retina se degradira usled nedostatka retinala, što dovodi do slepila. Mužjaci pacova kojima je u ishrani vitamin A zamenjen retinoinskom kiselinom ispoljavaju hipogonadizam i neplodnost; sličan tretman ženki pacova uzrokuje neplodnost usled fetalne resorpcije.

## Literatura
- Wingender, Edgar (1993). „Steroid/Thyroid Hormone Receptors”. Gene Regulation in Eukaryotes. New York: VCH. стр. 316. ISBN 978-1-56081-706-2.